# Arkera Khalsa, Shorapur
Arkera Khalsa là một làng thuộc tehsil Shorapur, huyện Gulbarga, bang Karnataka, Ấn Độ.